# 西山水木
西山 水木（にしやま みずき、本名：西山 水木、1957年11月1日 - ）は、日本の女優、演出家。
ラ・カンパニー・アン主宰。有限会社ジェイ.クリップ所属。

## 来歴・人物
佐賀県三養基郡基山町出身。両親共に中学校教員。そのようなことから子供の頃は、将来は学校の先生にと漠然と思っていたという。
佐賀県立鳥栖高等学校卒業、桐朋学園芸術短期大学芸術科卒業。短大在学中に劇団青年座の舞台公演を観て惹かれたことで、短大卒業後に青年座に入団。
特技は九州方言、ダンス。

## 出演

### テレビドラマ
- 依頼人（1977年）
- 銭形平次（1978年）
- 西遊記（1978年）
- 松本清張おんなシリーズ・張込み（1978年）
- 渡された場面（1978年）
- アヒル大合唱（1978年）
- 少女探偵スーパーW（1979年）
- サンキュー先生（1980年）
- 復活（1981年）
- 野々村病院物語（1981年）
- 立花登 青春手控え（1982年）
- ホームスイートホーム（1982年）
- 池中玄太80キロスペシャル（1982年）
- 水曜ドラマスペシャル（TBS）
  - 「それゆけ孔雀警視」（1987年4月22日）
- ハッピーバースデー殺人事件（1988年）
- 結婚 私が好きですか（1993年）
- 正当防衛（1997年）
- 刑事・鬼貫八郎「青の殺意」（1998年9月22日OA） - 宗像秋子 役
- 秋の螢（1998年）
- 刑事の妻〜デカツマ〜（2005年）
- 刑事の妻〜デカツマ〜（2007年）
- 捜し屋★諸星光介が走る！（2007年）
- ぬけまいる（2018年） - お留（お蝶の母）
- 向かいのバズる家族(2019年)
- リーガル・ハート 第6話 (2019年)
- 今夜すきやきだよ 第10話 (2023年)
- 過保護な若旦那様の甘やかし婚 第3話（2024年6月7日、MBS） - 松坂の妹 役
- 相棒（テレビ朝日）season23 第13話「レジリエンス」（2025年1月29日）- 藤本（「ポトス学園」園長） 役

### 映画
- 天使に見捨てられた夜（1999年）
- 発火（2004年）
- うるわしき日（2005年）
- まほろば（2006年）
- 憂鬱な月曜日（2007年）
- ピーナッツ（2010年）
- 私の見た世界（2025年）[2]

### 舞台
- 木の皿 （2010年） - クララ役
- カラフル企画Vol.2「そのときがきたら 〜映画監督山中貞雄の青春〜」（2010年4月3日 - 11日、座・高円寺）
- 世襲戦隊カゾクマン（2014年、2017年、2019年）
- この子たちの夏1945・ヒロシマナガサキ
- 浴室（2025年）[3]

## 受賞歴
- 初日通信大賞 助演女優賞（1988/89年）
- 読売演劇大賞 優秀女優賞（1997年）